# Сухотин, Михаил Александрович
Михаи́л Алекса́ндрович Сухо́тин (род. 2 декабря 1957, Ленинград) — русский поэт-постконцептуалист, литературный критик, переводчик. Автор многочисленных публикаций. Номинант на премию Андрея Белого (2000).

## Биография
Родился 2 декабря 1957 года в Ленинграде. Окончил школу №2 в г.Москве в 1974 году, где историю преподавал Ю.Л.Гаврилов. Учился на физическом факультете Московского государственного педагогического института.
С середины 1980-х годов участвует в изданиях и проектах неподцензурной литературы, в "понедельниках" М.Айзенберга, в семинаре московского неофициального искусства («Московский литературно-художественный семинар») А.Чачко и М.Шейнкера, в деятельности АPTART  Никиты Алексеева. Лауреат сетевых литературных конкурсов "Тенёта" (2000 год, 2 место в номинации "Сборники стихотворений и поэмы") и "Летающие собаки" (2010 год, 1 место в номинации "Стиль"). После 2009 года работает с архивом Вс. Некрасова, редактирует сайт Вс.Некрасова и А.Журавлёвой (https://philology.hse.ru/vnekrasov-archive/), занимается историей московского неподцензурного искусства 60-х-70-х г.г. С 2014 года отказался от бумажных публикаций своих стихов, ограничившись публикациями в сети и в самиздате.
Одновременно с начала 2000-х работает в коррекционной педагогике, а с 2022 года периодически - волонтёром с особыми детьми.
Один из основателей постконцептуалистского направления в русской поэзии. Живет в Москве.

## Основные публикации
- Митин журнал, № 8 (март/апрель 1986). Страницы героические.
- Митин журнал, № 11 (сентябрь/октябрь 1986). Страницы на всякий случай.
- Митин журнал, № 19 (январь/февраль 1988). Жолтая птичка.
- Митин журнал, № 24 (ноябрь/декабрь 1988). Страницы-терцины и другие стихотворения.
- Митин журнал, № 32 (март/апрель 1990). Роза Яакова.
- Митин журнал, № 34 (июль/август 1990). Из цикла "Великаны".
- Эпсилон-салон: № 1 (XII.1985), № 6 (X.1986),  № 7 (XII.1986), № 10 (IV.1987), № 15 (VII.1988).
- Третья модернизация, № 12, с.4–14. Итоговое среднее.
- Черновик, № 2 (осень 1989).
- Гуманитарный фонд, № 2 (35), 1990. С.4.
- «Родник» (Рига), № 7, 1990, с.20–23.
- «Пастор». Страницы на всякий случай, Дыр бул щыл по У Чэн-эню
- Воум!, № 2 (3), 1992, с.13–18.
- Роза Яакова // НЛО, № 8 (1994), с.307–316.
- Гибель Помпеи (визуальное стихотворение) // НЛО, № 16 (1995), с.200.
- Цирк «Олимп», № 8 (3'96), с.13.
- Шалалула // «Знамя», № 10, 1998.
- Страницы на всякий случай // НЛО, № 36 (2/1999), с.300–307.
- "Артикуляция" (литературно-художественный альманах): выпуски 3 (2018), 9 (2020), 16 (2021).
- Памяти Миши Файнермана // «Стых» (Днепропетровск), № 23 (2008), с.102–104. См. здесь.
- О двух склонностях написанных слов (о конкретной поэзии) // НЛО, № 16 (1995), с.244–248 (в сокращении: «Иностранная литература», № 1, 1994).
- [К IRC-конференции Д.А. Пригова] // Сетевая словесность, 15 декабря 1998.
- Два Дон Жуана // TextOnly, # 7, январь 2001. Статья. А.К. Толстой и Д. Хармс.
- Внутренняя речь как критерий поэтической формы (о поэзии Я.А. Сатуновского).- (imwerden.de/publ-1805)
- Русские стихи 1950–2000 годов. Т.2. С.573–576.
- Перелом ангела: По следам XII Российского Фестиваля верлибра. — М.: АРГО-РИСК; Тверь: Колонна, 2005. Составитель Дмитрий Кузьмин. C.111–118.
- 13 статей о поэзии Вс.Некрасова и другие критические статьи: на сайте http://frkr.ru/FRIENDS/SUHOTIN/index.html
- Великаны.- М.: Даблус (imwerden.de/publ-13367)
- Дыр бул щыл по У Чэн-Эню.- Köln: Pastor Zond Edition (imwerden.de/publ - 14393)
- Центоны и маргиналии.- М.: Новое литературное обозрение (imwerden.de/publ-13350)

## Книги
Великаны (героические рассказы). — М.: ДАБЛУС, 1995. Иллюстрации Леонида Тишкова. В папке 24 буклета со стихами и рисунками + титульный лист.
Центоны и маргиналии. — М.: НЛО, 2001. — 152 с. Послесловие Всеволода Некрасова.
Дыр бул щыл по У Чэн-эню - Koln: Pastor Zond Edition, 1996-1997

## О творчестве Михаила Сухотина
"Сухотин тяготеет к крупной форме... в которой из разных речевых регистров (каждый воспроизводится в елико возможно аутентичном и концентрированном виде) кроится и без видимых швов сшивается единое полотно. Просодически текст Сухотина в целом представляет собой чистый верлибр, в который то и дело оказываются вкраплены как бы случайные метрические строки, спорадические рифмы и т.п. – будто бы самозарождающиеся в речи". (Сайт «Новая карта русской литературы»)
"Если Пригову или даже Монастырскому важно было указать на то, что речь представляет собой замкнутую систему, не связанную с миром и человеком, то Сухотин воспринимает механическую и тоталитарную природу речи как данность, с которой надо бороться, чтобы отвоевать у нее пространство свободы для опыта конкретного человека". (Arzamas academy, Кирилл Корчагин "Что такое концептуализм в поэзии" https://arzamas.academy/mag/718-concept)
"Поэзия примечания - казалось бы, уже почти молчание, максимальное остранение - почти самоустранение. Поэзия, подразумевающая примечания чуть ли не к каждому слову, почти пародийное утрирование идеи языка, смыслов языка. И при этом оказывается - едва ли не самый "горячий" и слёзный сухотинский текст. Потому что бьётся, бегает сознание внутри себя и всё время натыкается на чужие слова. А ничего не попишешь. Авангард начала века твердил о "голом" слове, "голом" глазе как будущем поэзии. Нынче такой подход выглядит анахронизмом... После неудачной попытки совокупления с голой реальностью слово стало стыдливо, оно убежало к родителям и кутается в сто одёжек, все без застёжек. И беззвучное, закутанное слово в энный раз произнесём" (Анна Герасимова "Центонная поэзия как феномен тоталитарного сознания"  https://umka.ru/liter/950411.html)
- Владислав Кулаков. Свое и чужое в поэме М. Сухотина «Роза Яакова» // НЛО, № 8 (1994), с.302-306; Кулаков, с.172-179.
- Владислав Кулаков. Эпос языка в «Великанах» Михаила Сухотина // НЛО, № 21 (1996), с.444-447 (без назв.); Кулаков, с.180-188.
- Всеволод Некрасов. О Михаиле Cухотине.
- Илья Кукулин. История слов как гений несуществующего места // Русский журнал.